# Monument aux soldats serbes et français de 1912-1918 à Bor
Le monument aux soldats serbes et français de 1912-1918 à Bor (en serbe cyrillique : Споменик српским и француским војницима од 1912-1918 у Бору ; en serbe latin : Spomenik srpskim i francuskim vojnicima od 1912-1918 u Boru) se trouve à Bor, dans le district de Bor, en Serbie. Il est inscrit sur la liste des monuments culturels protégés de la République de Serbie (identifiant no SK 913).